# Chœur Eurovision 2019
- Pays qualifiés pour le second tour
- Pays non-qualifiés pour le second tour
- Pays ayant participé à la première édition, mais pas en 2019

Riga 2017 2021
Le Chœur Eurovision 2019 est la deuxième édition du Chœur Eurovision, organisé conjointement par l’Union européenne de radio-télévision (UER) et la Fondation Interkultur. Elle a eu lieu le 3 août 2019 à la Partille Arena, à Göteborg, en Suède. Cette édition est remportée par la chorale danoise Vocal Line, au terme d'un second tour qui l'oppose à deux autres finalistes, la Slovénie et la Lettonie.

## Lieu
Plus d'informations sur la ville hôte : voir Göteborg.
La ville est la deuxième plus grande ville de Suède et la cinquième des Pays nordiques.
Après des premiers rapports en février 2018, il a été confirmé le 8 juillet 2018 que la deuxième édition du Chœur Eurovision se tiendra dans la ville. Le site initialement proposé était le Scandinavium, qui peut contenir jusqu'à 14 000 places. Toutefois, le 18 décembre 2018, il a été confirmé que la Partille Arena accueillera la compétition.

## Format
Les pays concurrents membres de l’UER sont éligibles au Chœur Eurovision. Neuf pays ont participé à l’événement inaugural de 2017. Chaque pays est représenté par un chœur professionnel, et au premier tour, chacun exécute une pièce chorale d’une durée maximale de quatre minutes. Chaque pièce peut inclure des œuvres musicales singulières ou plusieurs ou d’un genre libre ; mais doit contenir l’influence nationale ou régionale du pays participant. Trois chœurs sont ensuite invités à jouer une deuxième œuvre de 3 minutes. Après quoi le gagnant est annoncé.

### Présentateurs
Le 5 avril 2019, il a été annoncé que Petroc Trelawny et Ella Petersson présenteront le Concours 2019. Trelawny a commencé sa carrière à BBC Radio Devon en 1989 en tant que journaliste et, depuis 1998, il est présentateur à BBC Radio 3. Trelawny a présenté le Concours Eurovision des jeunes musiciens 2018 à l’Usher Hall d’Édimbourg aux côtés de Josie D’Arby en finale. Petersson, quant à elle, est actuellement le présentateur de Kulturstudion sur SVT2, et de Kulturfrågan Kontrapunkt sur SVT1.

## Pays participants
La liste officielle des participants a été publiée le 18 décembre 2018 et comprend dix pays. La Belgique, l'Allemagne, la Lettonie, la Slovénie et le Pays de Galles participeront à nouveau après avoir fait leurs débuts à l’édition inaugurale en 2017. La Norvège, l'Écosse, la Suède (pays hôte) et la Suisse participeront pour la première fois, alors que l'Autriche, l'Estonie et la Hongrie se sont retirés de la compétition.
Le Danemark devait se retirer au début, cependant le 20 mars 2019, il a été annoncé qu’ils participeront pour une deuxième fois. La France a d’abord été annoncé comme un participant, mais a ensuite été retiré de la liste officielle publiée par l’UER.

### Premier tour
| Passage | Pays           | Chœur                                 | Chanson(s)                      | Langue(s)                                       |
| ------- | -------------- | ------------------------------------- | ------------------------------- | ----------------------------------------------- |
| 01      | Suède H        | Zero8                                 | "Khourmi"                       | suédois                                         |
| 01      | Suède H        | Zero8                                 | "Hej, dunkom så länge vi levom" | suédois                                         |
| 02      | Belgique       | Almkalia                              | "Made in Belgium" (medley)      | anglais, français                               |
| 03      | Lettonie       | Babite Municipality Mixed Choir Maska | "Pērkontēvs"                    | letton                                          |
| 04      | Allemagne      | BonnVoice                             | "O Täler weit"                  | allemand                                        |
| 04      | Allemagne      | BonnVoice                             | "Die Gedanken sind frei"        | allemand                                        |
| 05      | Norvège        | Volve Vokal                           | "Ønskediktet"                   | norvégien                                       |
| 06      | Danemark       | Vocal Line                            | "True North"                    | anglais                                         |
| 07      | Écosse         | Alba                                  | "Cumha na Cloinne"              | gaélique écossais                               |
| 07      | Écosse         | Alba                                  | "Ach a' Mhairead"               | gaélique écossais                               |
| 07      | Écosse         | Alba                                  | "Alba"                          | gaélique écossais                               |
| 08      | Slovénie T     | Jazzva                                | "Spomenčice"                    | slovène                                         |
| 09      | Suisse         | Cake O’Phonie                         | "Chante en mon cœur"            | français, italien, allemand, romanche et patois |
| 09      | Suisse         | Cake O’Phonie                         | "La sera sper il lag"           | français, italien, allemand, romanche et patois |
| 09      | Suisse         | Cake O’Phonie                         | "Poi"                           | français, italien, allemand, romanche et patois |
| 09      | Suisse         | Cake O’Phonie                         | "Le ranz des vaches"            | français, italien, allemand, romanche et patois |
| 09      | Suisse         | Cake O’Phonie                         | "La ticinella"                  | français, italien, allemand, romanche et patois |
| 09      | Suisse         | Cake O’Phonie                         | "Beresinaliedet"                | français, italien, allemand, romanche et patois |
| 09      | Suisse         | Cake O’Phonie                         | "Chanson d'ici"                 | français, italien, allemand, romanche et patois |
| 10      | Pays de Galles | Ysgol Gerdd Ceredigion                | "Cúlna"                         | irlandais                                       |
| 10      | Pays de Galles | Ysgol Gerdd Ceredigion                | "Ar Lan y Môr"                  | gallois                                         |

### Second tour
Trois chœurs sont qualifiés pour le second tour et doivent exécuter, dans l'ordre de passage du premier tour, une deuxième prestation de 3 minutes avant l'annonce du vainqueur.
| Passage | Pays     | Chœur                                 | Chanson            | Langue  | Place |
| ------- | -------- | ------------------------------------- | ------------------ | ------- | ----- |
| 01      | Lettonie | Babite Municipality Mixed Choir Maska | "Come, God!"       | letton  | 2     |
| 02      | Danemark | Vocal Line                            | "Viola"            | danois  | 1     |
| 03      | Slovénie | Jazzva                                | "Fly, Little Bird" | slovène | 3     |

## Chefs d'orchestre
Les chefs d'orchestre des différents pays sont les suivants :
- Belgique – Nicolas Dorian
- Danemark – Jens Johansen
- Allemagne – Tono Wissing
- Lettonie – Jānis Ozols
- Norvège – Gro Espedal
- Écosse – Joy Dunlop
- Slovénie – Jasna Žitnik
- Suède – Rasmus Krigström
- Suisse  – Antoine Krattinger
- Pays de Galles – Islwyn Evans

## Diffusion et vote

### Diffusion
- Belgique - La Trois (télévision), Musiq'3 (radio) (RTBF) (accès international)
- Danemark – DR1 (DR)
- Allemagne – WDR Fernsehen (WDR)
- Lettonie – LTV 1 (LTV)
- Norvège – NRK1 (télévision), NRK Klassisk (radio) (NRK)
- Écosse – BBC Alba
- Slovénie – RTVSLO 1 (RTVSLO)
- Suède – SVT2 (SVT) (accès international)
- Suisse – RTS Un (RTS)
- Pays de Galles – S4C

### Diffusion en différé
- France - France 2 (France Télévision) diffusé le 5 août 2020 à 01:00[7]

### Commentateurs
Voici les commentateurs des différents pays :
- Belgique - Patrick Leterme (Musiq'3 et La Trois)
- Danemark – Ole Tøpholm & Philip Faber (DR1)
- Allemagne – Peter Urban (WDR Fernsehen)
- Lettonie – Kristīne Komarovska & Jānis Holšteins-Upmanis[8] (LTV1)
- Norvège – Arild Erikstad (NRK1 et NRK Klassisk)
- Écosse – Tony Kearney (BBC Alba)[9]
- Slovénie – Igor Velše (RTVSLO 1)
- Suède – Pas de commentateur (SVT2)
- Suisse – Jean-Marc Richard & Philippe Savoy (RTS Un)
- Pays de Galles – Morgan Jones[10] (S4C)

### Jury professionnel
Le gagnant du Concours est décidé sur les votes d'un jury professionnel, qui est composé des personnes suivantes :
- Katarina Henryson – chanteuse et compositrice, fondatrice de l'ensemble a cappella The Real Group.
- John Rutter – compositeur et chef d'orchestre. Il était également juge en 2017.
- Deke Sharon – chanteur, réalisateur, producteur, compositeur et arrangeur.

## Autres pays
- Estonie – Le 16 novembre 2018, le diffuseur estonien Eesti Rahvusringhääling (ERR) a confirmé le retrait du pays[11].
- France – Le pays était annoncé au début comme un participant débutant mais s'est, plus tard, retiré de la compétition en raison de problèmes avec le chœur sélectionné[12].
- Roumanie – Bien que leur participation ait été initialement confirmée, la liste finale des pays du 18 décembre 2018 ne comprenait pas la Roumanie. Il a été révélé plus tard que le radiodiffuseur roumain Televiziunea Română (TVR) avait refusé une invitation à participer[13].

Les pays suivants ont participé à l'édition 2017, en revanche ils n'apparaissent pas dans la liste des participants :
- Autriche
- Hongrie

### Diffuseurs non-membres de l'UER
- Catalogne – Bien que le radiodiffuseur catalan TV3 ne soit pas membre à part entière de l’UER, l'Union a déclaré qu’elle étudie sa proposition de participer à l'édition 2019 et qu’elle n’exclut pas une première[14].